# عميعاد
عميعاد (عبرية: עַמִּיעַד) هو كيبوتس في شمالي إسرائيل، أُقيم على أراضي قرية جب يوسف الفلسطينية. يقع قرب صفد، ويندرج ضمن اختصاص مجلس الجليل الأعلى الإقليمي. في 2019 بلغ عدد سكانها 439. نشأ هذا الكيبوتس ضمن حركة الكيبوتسات التي كانت تهدف إلى إقامة تجمعات زراعية يهودية في مناطق مختلفة من فلسطين خلال فترة الانتداب البريطاني، وذلك لتعزيز الاستيطان وتنمية الزراعة.

## الموقع والنشأة[4]
يقع كيبوتس عميعاد قرب مدينة صفد، وهي مدينة ذات أهمية تاريخية وجغرافية في منطقة الجليل الأعلى. اعتمد سكان عميعاد منذ تأسيسه على الزراعة بشكل رئيسي، حيث يزرعون محاصيل متنوعة مثل الأفوكادو، الزيتون، والموز، بالإضافة إلى تربية المواشي والدواجن. كما تطور الكيبوتس ليضم نشاطات صناعية، من بينها شركة Amiad Water Systems Ltd، التي تعمل في مجال إنتاج حلول تنقية المياه، وتُعتبر من الشركات الناجحة والمدرجة في البورصة.
تاريخيًا، تم تأسيس عميعاد على أراضي قرية جب يوسف، التي كانت قرية فلسطينية مزدهرة قبل أن تُهجر خلال أحداث عام 1948، ضمن نكبة الفلسطينيين. بعد تأسيس الكيبوتس، تحول الموقع إلى مركز زراعي وصناعي يهودي، وشكل جزءًا من التغيرات الجغرافية والديموغرافية التي شهدتها المنطقة في منتصف القرن العشرين.

## قبل النكبة[5]
كانت  القرية قبل النكبة تقع في رقعة مستوية من الأرض، وذات تربة ضاربة إلى الحمرة، شمالي غربي بحيرة طبرية. وكان ثمة طريق عام مؤدٍ إلى صفد وطبرية يمر على بعد قليل من الشرق منها. ومن الجائز أن تكون اكتسبت اسمها من جب مجاور لها يدعى جب يوسف؛ ومعنى ذلك أنها كانت منزلة من منازل المسافرين فيما مضى من الأيام. والواقع أن نفراً من الرحالة العرب والغربيين ذكرها بهذه الصفة. فقد كتب المقدسي، إلى دمشق. كما توقف فيها صلاح الدين الأيوبي وهو في طريقه لمحاربة الصليبيين في حطين (1187). (٢)
في سنة 1355، وصف ابن بطوطة الجب بأنه كبير، عميق، يتوسط فناء مسجد صغير. وفي سنة 1596، كانت جب يوسف قرية في ناحية جيرة (لواء صفد)، وعدد سكانها 72 نسمة. وكانت تؤدي الضرائب على عدد من الغلال كالقمح والشعير والفاكهة، بالإضافة إلى الماعز وخلايا النحل. وقد لاحظ النابلسي (توفي سنة 1730 تقريباً) القبة الرائقة المبنية فوق الجبل، والمسجد الحسن المجاور له. وذكر أيضاً الخان المتين البنيان. وفي سنة 1822، لاحظ الرحالة السويسري بوركهارت أن الخان كان آخذاً في التداعي. (٢)
أما القرية الحديثة، فقد كانت صغيرة ومنازلها مبنية بالطين أو بحجارة البازلت أو بالحجر الكلسي، ومتجمعة بعضها قرب بعض. وكان فيها مسجد تعلوه قبة، وكان سكانها يستمدون المياه للري وللاستخدام المنزلي من بضع آبار وينابيع قريبة. وقد اجتذبت الينابيع قبيلة عرب السيّاد البدوية، التي استوطنت القرية وحرثت أرضها وكانت أكثرية سكانها (وكلهم من المسلمين). وكانت الحبوب والخضروات والفاكهة والزيتون أهم غلالهم. في 1944/1945، زرعوا الحبوب في 2477 دونماً من الأرض. وكان في القرية ضريح لشيخ من مشايخ الدين المحليين يدعى الشيخ عبد الله، وكانت خرب عدة تقع إلى الشرق منها.

## الاقتصاد
يعتمد اقتصاد كيبوتس عميعاد بالإضافة إلى الزراعة (الأفوكادو والموز ومزارع الزيتون؛ الدواجن والماشية)، على مصنع ناجح يقوم بتصنيع محاليل تنقية المياه. لدى شركة عميعاد لأنظمة المياه المحدودة (شركة عميعاد لأنظمة التنقية المحدودة سابقاً) اسم في سوق لندن للأوراق المالية، وفروع في أوروبا والولايات المتحدة، البرازيل.

## روابط خارجية
- Amiad Water Systems Ltd - Company website
- Amiad Water Systems New Zealand Distributor Website